# Beat Seitz
Pour les articles homonymes, voir Seitz.
Beat Seitz, né le 28 octobre 1973, est un bobeur suisse notamment médaillé d'argent en bob à quatre aux Jeux olympiques d'hiver de 1998.

## Carrière
Beat Seitz participe en bob à quatre aux Jeux olympiques d'hiver de 1998 organisés à Nagano au Japon, avec Markus Nüssli, Marcel Rohner et Markus Wasser, dans le bob Suisse I. Huitièmes dans la manche 1, deuxièmes dans la manche 2 et quatrièmes dans la manche 3, les Suisses sont deuxièmes au total derrière le bob Allemagne II.

## Palmarès

### Jeux Olympiques
- : médaillé d'argent en bob à 4 aux JO 1998.